# Aquila kurochkini
Aquila kurochkini (лат.) — ископаемый вид орлов. Позднеплиоценовые отложения (виллафранк; 2,40—2,23 млн лет назад), Выршец, Болгария. Среднего размера орёл, сходный по размерам и морфологии с современным ястребиным орлом (Aquila fasciata). Вид был впервые описан в 2013 году болгарским палеонтологом З. Н. Боевым (Z. N. Boev; National Museum of Natural History, Болгарская академия наук, София, Болгария) по нескольким костям и костным фрагментам 8 элементов передней и задней конечностей и осевого скелета  двух взрослых особей. Это одна из старейших ископаемых находок рода орлов в Европе (Mlíkovsky, 2002). Неогеновая палеорнитофауна Болгарии включает миоценовые находки ещё трёх видов хищных птиц: Buteo spassovi, Circaetus rhodopensis и Falco bulgaricus Boev, 2011 (все из местности Hadzhidimovo, а последний из упомянутых видов, также является и старейшим европейским представителем из рода соколы, Falco).
Видовое название дано в честь крупного российского палеонтолога профессора Евгения Николаевича Курочкина (1940—2011), который внёс значительный вклад в познание ранней эволюции и филогении птиц, исследовал палеоорнитофауну Евразии.